# 자신의 발명으로 사망한 발명가 목록

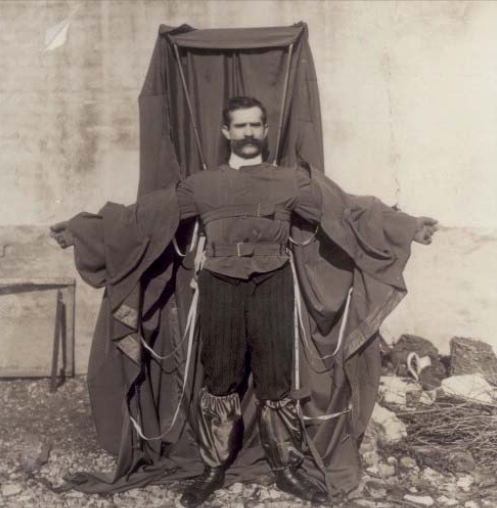

자신이 발명하거나 설계한 제품, 과정, 절차, 기타 혁신에 의해 어떤 방식으로든 사망한 발명가의 목록이다.

## 직접적 사상자

### 예술
- 장바티스트 륄리(1687년 3월 22일 사망)는 최초로 지휘봉을 만들어 사용한 사람인데, 지금의 지휘봉과는 달리 커다란 지휘봉을 바닥에 내리찍는 방식으로 지휘를 하였다. 허나 테 데움을 지휘하는 도중 자신의 발에 지휘봉을 찍어 버려 상처가 크게 감염되어 사망하였다.
- 루이스 히메네스(2006년, 65세로 사망)는 푸른 말 모양의 유명한 콜로라도 동상인 블루 머스탱을 제작하는 동안 동상의 일부가 그에게 추락해 다리의 동맥이 절단되어 사망하였다.[1]

### 자동차
- 실베스터 H. 로퍼(1823년 ~ 1896년)는 자신의 성을 딴 증기 동력 자전거를 발명하였으며, 1896년 공개 속도 시연 중 심장 마비 혹은 그에 따른 충돌로 인해 사망하였다. 충돌이 심장 마비를 유발한 원인인지, 반대로 심장 마비가 충돌을 유발한 원인인지는 밝혀지지 않았다.
- 제너럴 일렉트릭의 직원 윌리엄 넬슨(1879년? ~ 1903년)은 새로운 방식의 원동기 자전거를 발명하였고, 자전거의 시제품을 시험 운전하던 중 추락하였다.[2]
- 프란시스 에드거 스탠리(1849년 ~ 1918년)는 스탠리 스티머 자동차를 운전하던 중 사망하였다. 그는 도로에서 나란히 이동하는 농장 마차를 피하기 위해 차를 나무 더미로 돌진시켰다.[3]
- 프레드 듀센버그(1876년 ~ 1932년)는 듀센버그 자동차의 고속도로 사고로 사망하였다.[4]

### 비행
- 이스마일 이븐 하마드 알자와리(1003년? ~ 1010년 중 사망)는 파랍 출신의 카자흐 튀르크족 학자로, 나무 날개 두 짝과 밧줄을 사용하여 비행을 시도하였다. 그는 니샤푸르의 모스크 지붕에서 뛰어내려 사망하였다.[5]
- 장 프랑수아 필라트르 드 로지에르는 1785년 6월 15일 로지에르 기구를 타고 피에르 로맹과 영국 해협을 건너던 중 추락하여 최초의 항공 사고 사망자로 알려졌다.
- 오토 릴리엔탈(1848년 ~ 1896년)은 자신의 행글라이더 중 하나를 타던 중 추락하여 다음날 사망하였다.[6]
- 프란츠 라이헬트(1879년 ~ 1912년)는 재단사로, 자신의 발명품인 낙하산 코트를 시험하고자 에펠탑의 첫번째 갑판에서 뛰어내려 사망하였다. 직접 만든 낙하산으로 한 첫번째 시도였고, 그는 당국에 마네킹으로 첫 시도를 할 것이라고 말하였다.[7]
- 아우렐 블라이쿠(1882년 ~ 1913년)는 자신이 직접 만든 비행기 블라이쿠 2호로[8] 카르파티아 산맥을 횡단하려고 시도하던 중 실패하여 사망하였다.[9]
- 헨리 스몰린스키(1973년 사망)는 포드 핀토를 기반으로 한 비행 자동차 AVE 미자르의 시험 비행 중 사망하였다. 이 모델은 자신이 설립한 회사의 유일한 제품이었다.[10]
- 마이클 데이커(2009년, 53세로 사망)는 지역 도시 사이를 빠르고 저렴하게 이동할 수 있도록 설계한 비행 택시 장치를 시험 운행한 뒤 사망하였다.[11]

### 화학
- 소련의 과학자 안드레이 젤레즈냐코프는 1987년 화학 무기를 개발하던 중 후드 오작동으로 신경작용제 노비촉 5 흔적에 노출되었다. 몇 주동안 혼수 상태에 빠진 뒤 몇 달동안 걸을 수 없었고, 몇 년동안 건강이 악화되어 1992년~1993년 중 사망하였다.[12]

### 산업
- 윌리엄 불럭(1813년 ~ 1867년)은 윤전 인쇄기를 발명하였다.[13][14] 기계를 발명하고 몇 년 후 그는 필라델피아에 새로운 기계를 설치하던 중 발이 기계에 으스러졌다. 불럭은 부서진 발에 괴저가 생기면서 발을 절단하려고 하였으나 수술 도중에 사망하였다.[15]

### 해상

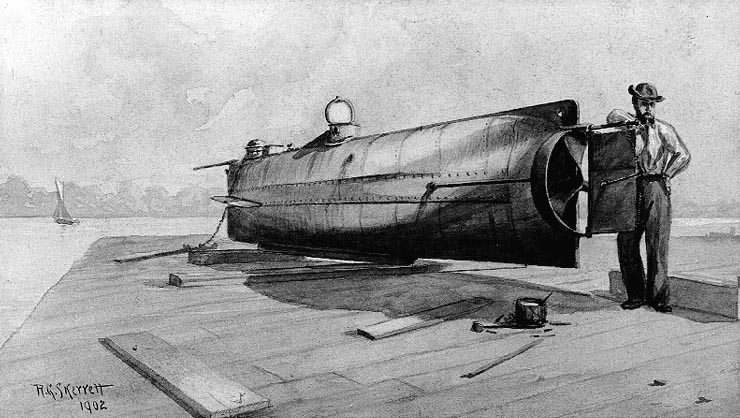
헌리 잠수함

- 헨리 윈스탠리(1644년 ~ 1703년)는 1696년에서 1698년 사이 영국 데본의 에디스톤 록스에 최초의 등대를 건설하였다. 1703년 대폭풍동안 등대가 완전히 무너지면서 안에 있던 윈스탠리를 비롯해 다섯 명이 사망하였다. 그들의 시신은 발견되지 않았다.[16]
- 호레이스 로손 헌리(1863년, 40세로 사망)는 아메리카 연합국의 발명가로, 나중에 H.L. 헌리로 부르게 되는 그가 발명한 최초의 전투 잠수함을 시험 운행하던 중 일곱 명의 승무원과 함께 익사하였다.[17]
- 토머스 앤드루스 주니어(1873년 ~ 1912년)는 아일랜드 태생의 영국의 사업가이자 조선업자였다. 아일랜드 그는 벨파스트에 위치한 조선회사 할랜드 앤드 울프의 최고경영자 겸 제도부서장이었다. 원양 정기선 RMS 타이타닉의 계획을 담당한 조선 기사로서, 그는 타이타닉의 첫 항해에서 그 배에 탑승하여 여행을 하고 있었다. 그는 1912년 4월 14일 배가 빙산에 충돌하면서 1,500명 이상의 사람과 함께 사망하였다. 시신은 찾지 못하였다.

### 의료
- 알렉산드르 보그다노프(1873년 ~ 1928년)는 러시아의 의사, 철학자, SF 작가이자 벨라루스 민족 혁명가로, 영원한 젊음, 못해도 부분적으로나마 회춘을 하기 위해 수혈을 시도하였다. 그는 말라리아와 결핵으로 고통받는 학도의 혈액을 수혈한 뒤 사망하였는데, 혈액형이 맞지 않았을 것으로도 추정한다.[18][19]
- 토머스 미즐리 주니어(1889년 ~ 1944년)는 미국의 기술자이자 화학자로, 51세에 소아마비 환자가 되어 심각한 장애를 겪었다. 그는 다른 사람들이 자신을 침대에서 편하게 들어올릴 수 있도록 밧줄과 도르래로 이루어진 정교한 장치를 고안하였다. 그는 55세 때 실수로 얽힌 장치 밧줄에 목이 졸려 55세에 사망하였다. 그의 발명 중 잘 알려진 것으로 휘발유의 테트라에틸 납(TEL) 첨가제와 염화 플루오린화 탄소가 있다.[20][21][22]

### 물리학
- 마리아 스크워도프스카 퀴리는 폴란드에서 프랑스로 귀화한 물리학자 겸 화학자로, 선구적인 방사능 연구를 수행한 것으로 잘 알려져 있다. 1934년 7월 4일, 그는 자신이 고안한 장치에서 나온 방사선에 장기간 노출되어 발병한 것으로 추정되는 재생불량성빈혈로 스위스의 요양소에서 사망하였다.[23]
- Sabin Arnold von Sochocky는 최초로 라듐을 재료로 한 발광 페인트를 발명하였고, 방사성 물질에 노출되어 생긴 재생불량성빈혈로 1928년 사망하였다.[24]

### 홍보 및 엔터테인먼트
- 카렐 수첵(1947년 ~ 1985년)은 충격 흡수통을 개발한 캐나다의 전문 스턴트맨이었다. 휴스턴 애스트로돔 지붕에서 통을 추락시키는 시범 도중 사망하였다. 수첵은 통이 추락을 완충하기 위해 물 탱크 가장자리에 부딪혔을 때 치명상을 입었다.[25]

### 철도
- 발레리안 아바코프스키(1895년 ~ 1921년)는 소비에트 관료들을 이송하기 위해 항공기 엔진과 프로펠러 견인을 장착한 실험적인 고속 철도차량 에어로웨건을 제작하였다. 1921년 7월 24일 에어로웨건이 고속 상태에서 탈선하면서 탑승자 스물두 명 중 아바코프스키를 포함한 여섯 명이 사망하였다.

### 로켓 공학
- 막스 팔리어(1895년 ~ 1930년)는 액체 연료 로켓 엔진을 발명한 1920년대 독일의 로켓 단체 우주여행협회(Verein für Raumschiffahrt; 페라인 퓌어 라움시파르트)의 회원이었다. 그는 1930년 5월 17일, 베를린에 있는 테스트 벤치에서 알코올 연료 엔진이 폭발하여 즉사하였다.[26]
- 마이크 휴스(1956년 ~ 2020년)는 수제 증기 동력 로켓을 조종하던 도중 낙하산이 충돌 착륙 중에 펼쳐지지 않아 사망하였다.[27]

## 유명한 전설과 관련 이야기

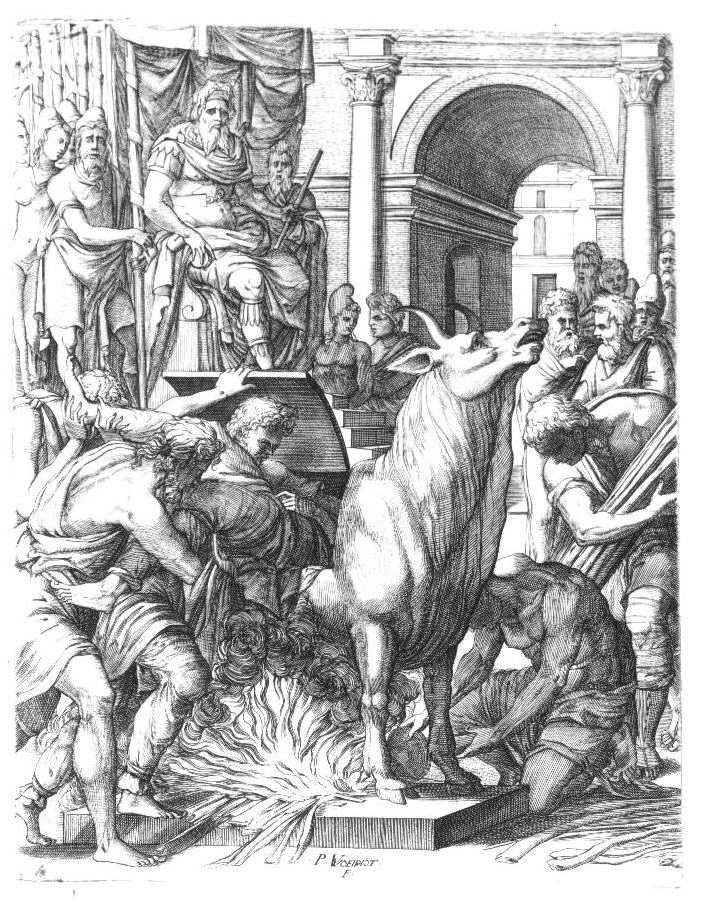
놋쇠 황소에 강제로 들어가는 페릴로스

- 전설에 따르면 아테네의 페릴로스(기원전 550년?)는 시칠리아의 팔라리스에게 범죄자 처형 기구로 놋쇠 황소를 제작해주었고, 이 기구에 처음으로 구워져 죽게 되었다.[28][29]
- 이사(기원전 208년)는 진나라의 대신이었는데, 몇몇 원전에서 그가 고안하였다고 전해지는 오형으로 죽었다.[30][31][32] 그러나 오형의 역사는 이사가 살았던 시대보다 더 거슬러 올라간다.
- 출처가 불분명한 인물인 완후는 16세기 명나라의 관료였는데, 47개의 포탄과 두 개의 연을 단 의자에 앉아 우주 여행을 시도했다고 전해진다.[33] 포탄이 터진 뒤에 그와 그가 앉은 의자는 흔적도 없이 사라졌다고 한다.
- 18세기 에든버러의 "디콘 브로디"로 알려진 윌리엄 브로디는 자신이 설계하고 제작한 새로운 유형의 교수대에 처형된 첫 희생자로 알려져 있지만 사실 여부는 확실하지 않다.[34]

## 같이 보기
- 다윈상
- 공연 중 사망한 연예인 목록
- 특이한 죽음 목록

## 더 읽어보기
- E. Cobham Brewer (1898). 〈Inventors Punished by their own inventions〉. 《Dictionary of Phrase and Fable》. Bartleby. 657–658쪽.